# Marchés sur Terre
Marchés sur Terre est une Émission de télévision documentaire québécoise diffusée à partir du 5 janvier 2016 sur les ondes de TV5 Monde, animée par Julie Laferrière. Constituée de deux saisons, la série est en ondes jusqu'en 2017.

## Synopsis
La série documentaire suit le parcours de Julie Lafferière, qui arpente les marchés internationaux en quête de produits d'exception. Rappelant quelque peu l'émission française Fourchette et sac à dos, elle se consacre spécifiquement à l'institution du marché, qui représente souvent un pôle économique et un espace social majeurs des villes. Marchés sur terre s'intéresse notamment aux traditions culturelles et met en lumière le quotidien et les habitudes des communautés visitées.

## Épisodes
Chaque épisode entraîne le téléspectateur au cœur d'un marché national typique, puis remonte le fil d'un produit jusqu'à son origine.

### Saison 1
La première saison de la série est diffusée en 2016.
- Marché de la récupération, Dakar, Sénégal
- Marché aux araignées, Skun, Cambodge
- Marché flottant, District de Cái Răng, Viêt Nam
- Marché de l'encens, Salalah, Oman
- Marché aux poissons, Pusan, Corée du Sud
- Marché ésotérique, Mexico, Mexique
- Marché aux faucons, Doha, Qatar
- Marché de la soie, Tachkent, Ouzbékistan

### Saison 2
La seconde saison de la série est diffusée en 2017.
- Marchés aux fleurs, Mysore, Inde
- Marché de jade, Mandalay, Myanmar
- Marchés aux pagnes, Cotonou, Bénin
- Marché du thé, Beijing, Chine
- Marché aux sculptures, Dar es Salaam, Tanzanie
- Marché aux textiles, Otavalo, Équateur
- Marché aux épices, Bukittinggi, Indonésie
- Marché aux oiseaux, Yogyakarta, Indonésie
- Marché de l'or, Dubaï, Émirats arabes unis
- Marché de bétail, Oklahoma City, États-Unis
- Marché aux bestiaux, Al-Aïn, Émirats arabes unis
- Marché de papier, Luang Prabang, Laos
- Marché de médecine traditionnelle, Bozhou, Chine